# Gaston Adriensence
 (décembre 2017).
Si vous disposez d'ouvrages ou d'articles de référence ou si vous connaissez des sites web de qualité traitant du thème abordé ici, merci de compléter l'article en donnant les références utiles à sa vérifiabilité et en les liant à la section « Notes et références ».
Gaston Adriensence est un journaliste français et directeur du journal La Frontière, né à Maubeuge le 23 septembre 1868 et mort dans la même ville le 5 avril 1920.

## Biographie
Gaston Adriensence est né à Maubeuge le 23 septembre 1868, il est le fils de Floribert Adriensence, comptable, et de Bayot Elise. Il étudie au collège et au lycée de Valenciennes. 
Il part ensuite sur la métropole lilloise dans l'imprimerie Robbe où il apprend son métier. Puis de retour à Maubeuge, il travaille dans l'entreprise familiale au 14 rue de Mons et devient directeur du journal La Frontière. En 1888, lors des élections il se lance dans la bataille politique face aux candidats du parti boulangiste. En 1914, après la chute de Maubeuge, Gaston Adriensence fonde l'office des Prisonniers de guerre.
Le 5 avril 1920 à l'âge de 51 ans, il meurt des suites d'un cancer. Lors de ses funérailles, la presse régionale lui rend hommage.